# Knoptaxusfamilie
De knoptaxusfamilie (Cephalotaxaceae) is een kleine familie van coniferen. Er is geen overeenstemming over wat al dan niet tot deze familie hoort. Veelal wordt de familie beperkt tot enkel het genus Cephalotaxus.

## Nieuw
Recentelijk is een wijdere omschrijving voorgesteld [referentie ?]: drie geslachten en ongeveer 20 soorten. Het is onduidelijk of een dergelijke omschrijving in de praktijk ook door maar iemand geaccepteerd wordt. In die wijdere omschrijving is de familie beperkt tot Oost-Azië, behalve twee soorten Torreya die in het zuidwesten en het zuidoosten van de V.S. voorkomen; fossiel bewijsmateriaal toont een veel bredere prehistorische distributie op de noordelijke hemisfeer. De verschillen tussen de twee families zijn dan als volgt:
|                      | Taxaceae                   | Cephalotaxaceae        |
| -------------------- | -------------------------- | ---------------------- |
| Kegel                | sluit gedeeltelijk zaad in | sluit volledig zaad in |
| Rijping van de kegel | 6-8 maanden                | 18-20 maanden          |
| Rijpe zaadlengte     | 5-8 mm 1                   | 12-40 mm               |

1 Tot 25 mm bij Austrotaxus
Knoptaxussen zijn vertakte, kleine bomen en struiken. De bladeren zijn groenblijvend, spiraalvormig geschikt en gedraaid bij de basis. Ze zijn lineair tot lancetvormig en hebben bleke groene of witte banden op de onderkanten.
Volgens de brede omschrijving omvat de familie de volgende taxa:
- familie Cephalotaxaceae
geslacht Cephalotaxus
Cephalotaxus fortunei
Cephalotaxus griffithii
Cephalotaxus hainanensis
Cephalotaxus harringtonia
Cephalotaxus koreana
Cephalotaxus lanceolata
Cephalotaxus latifolia
Cephalotaxus manni
Cephalotaxus oliveri
Cephalotaxus sinensis
Cephalotaxus wilsoniana
geslacht: Amentotaxus
Amentotaxus argotaenia
Amentotaxus assamica
Amentotaxus formosana
Amentotaxus poilanei
Amentotaxus yunnanensis
geslacht: Torreya
Californische torreya (Torreya californica)
Torreya fargesii
Torreya grandis
Torreya jackii
Torreya nucifera
Torreya taxifolia